# Sharnbrook
Sharnbrook è un villaggio e una parrocchia civile sita nel Borough di Bedford nel Bedfordshire in Inghilterra
L'insediamento è citato nel Domesday Book del 1086 come parrocchia nell'Hundred of Willey ma fu probabilmente sviluppato ai tempi dei Sassoni. Il più antico edificio sopravvissuto è la Chiesa di St Peter in stile normanno. Molti degli edifici più antichi del villaggio sono stati costruiti con la pietra locale olite, usata in altri antichi insediamenti del nord Bedfordshire.
Situato a nord di un anello del percorso del fiume Great Ouse e di Bedford, il villaggio ha forma allungata secondo le direttive sud-est nord-ovest, con il centro della comunità intorno al nord-ovest.

## Istruzione
Il villaggio possiede due scuole, la più grande delle quali, Sharnbrook Upper School and Community College, ha un campus nell'occidente del villaggio, che serve una vasta area ed è gestito dalla vincitrice della maratona di Londra Paula Radcliffe, che vi ha aperto il Paula Radcliffe Sharnbrook Community Sports Centre nell'aprile del 2005.  Questo centro sportivo non è ad esclusivo uso della scuola ma serve la più ampia comunità del nord Bedfordshire. Gli studenti vanno da 13 a 18. L'altra scuola del villaggio è la John Gibbard Lower School per bambini dai 3 ai 9 anni.

## Economia

### Industria
Ai margini di nord-est ha sede un grande centro di ricerca della multinazionale Unilever. Esso utilizza i terreni annessi a Colworth House, costruita nel XVII secolo e ricostruita, nella forma attuale, dal 1774. La costruzione è adibita ad uffici, affiancata da moderni edifici. Il sito è stato trasformato in un parco scientifico utilizzato da parte di un certo numero di aziende.

## Infrastrutture e trasporti
La stazione ferroviaria di Sharnbrook venne aperta nel 1857 e chiusa nel 1960.

## Galleria d'immagini

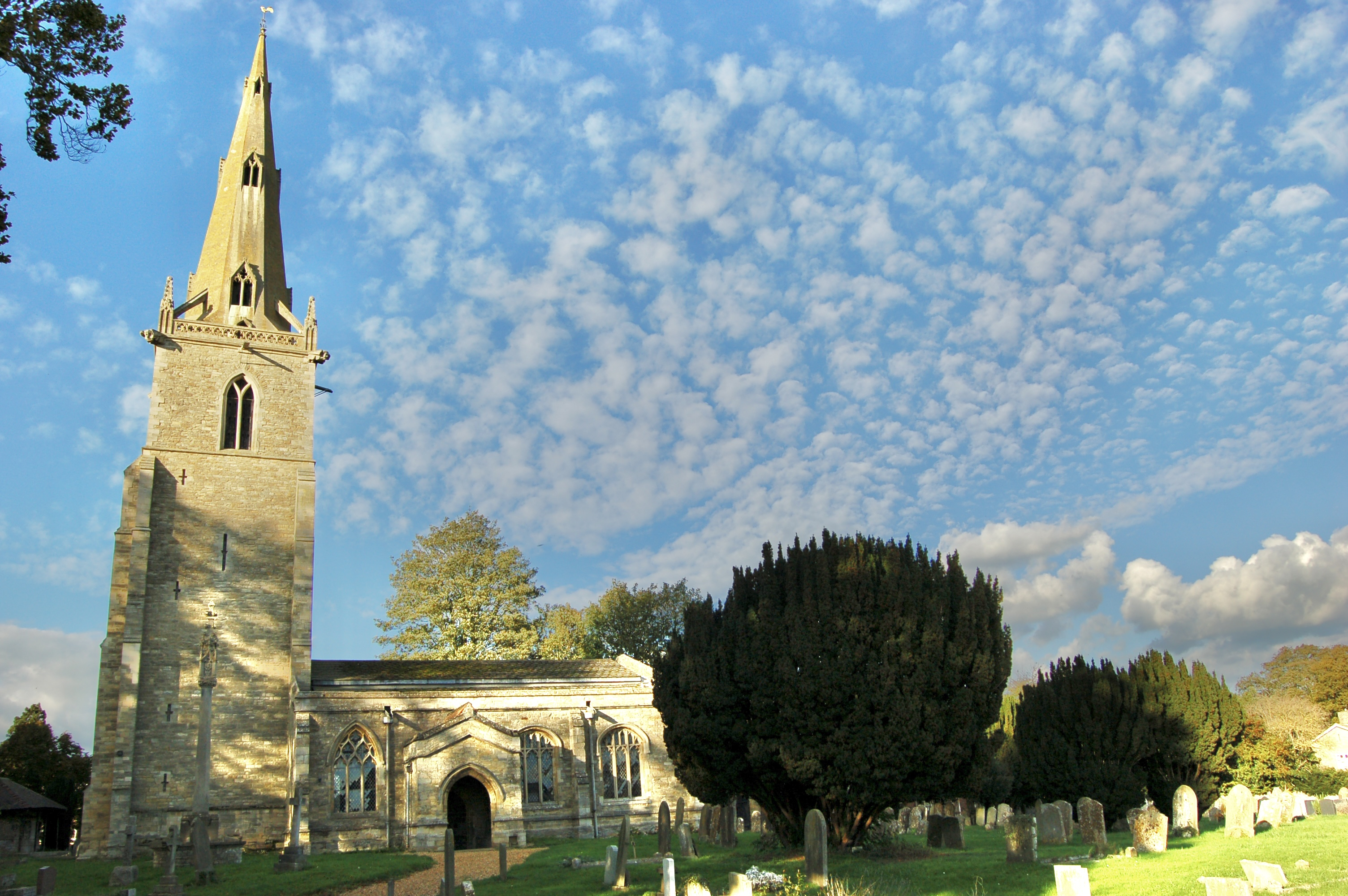
St Peter's Church
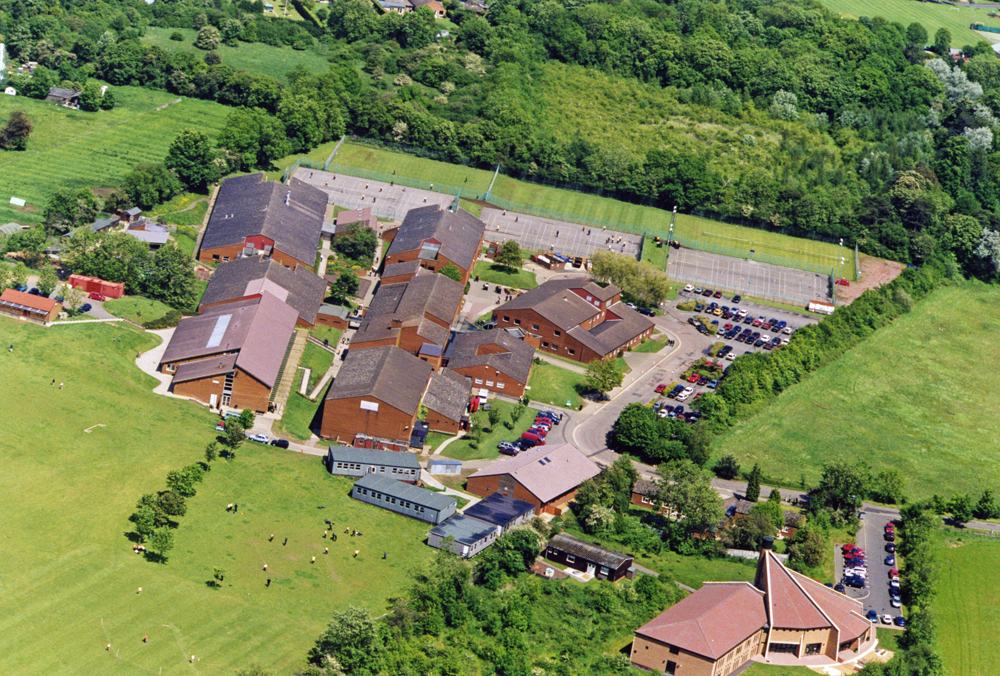
Sharnbrook Upper School
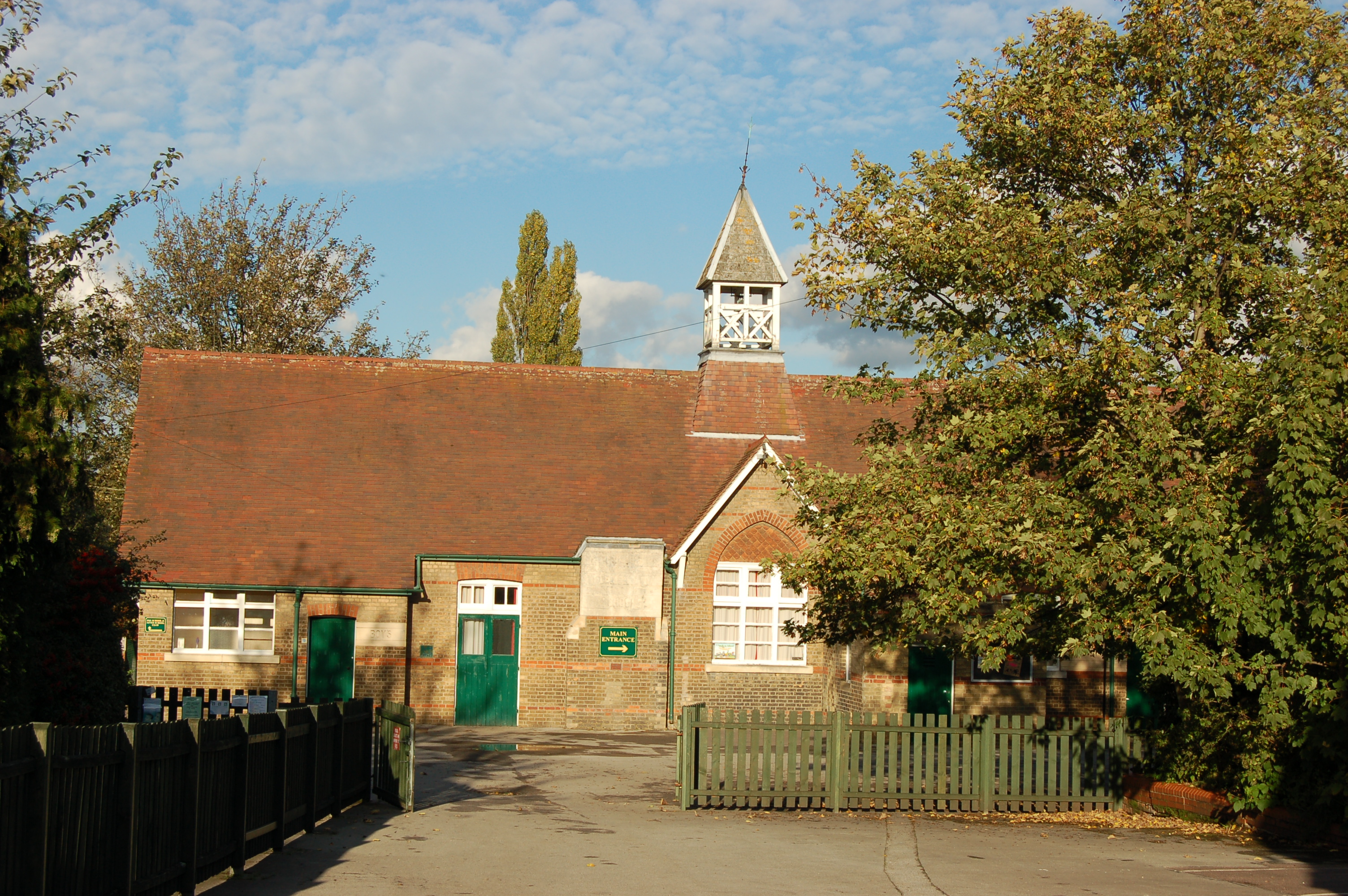
John Gibbard Lower School
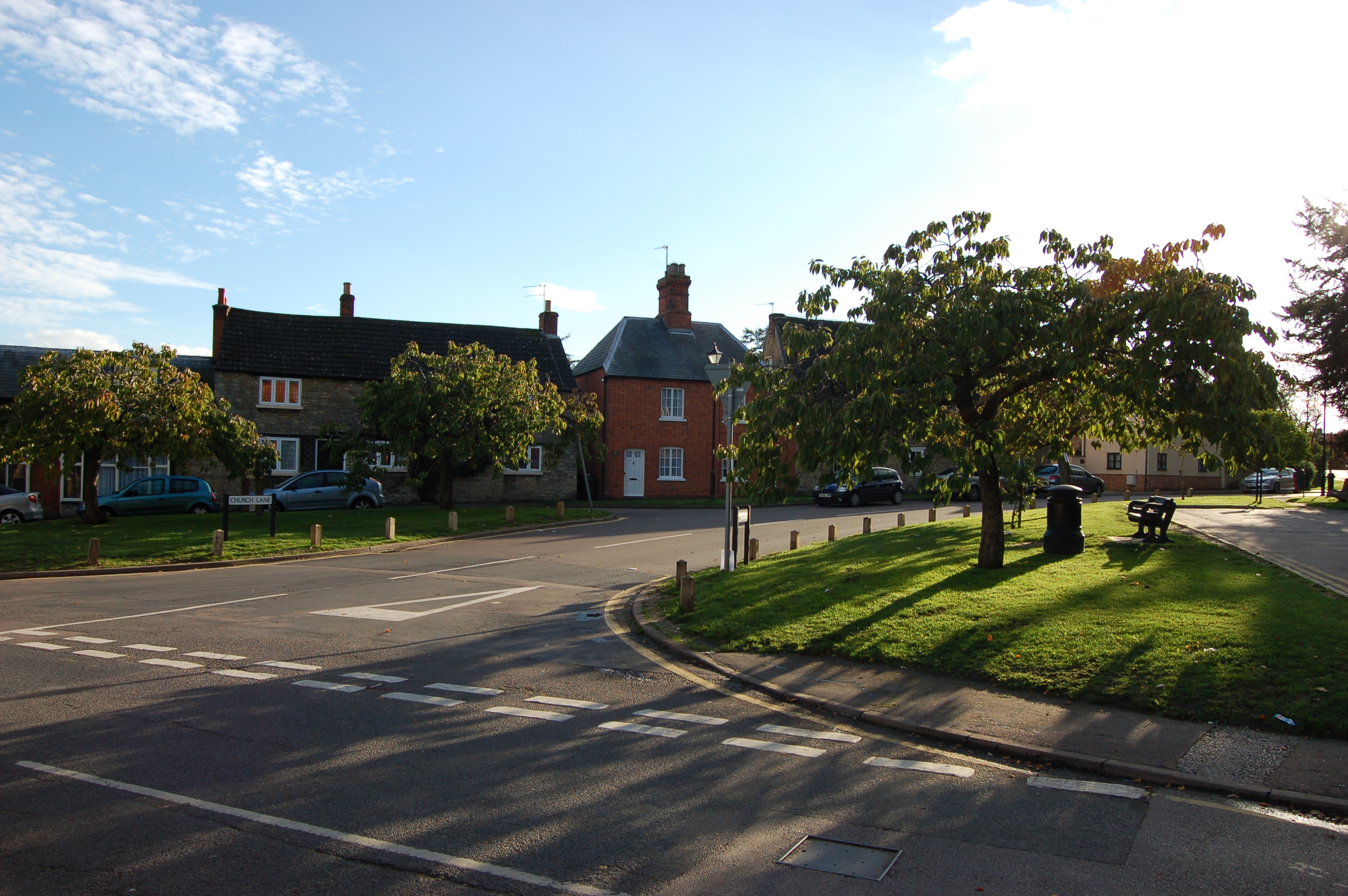
The High Street
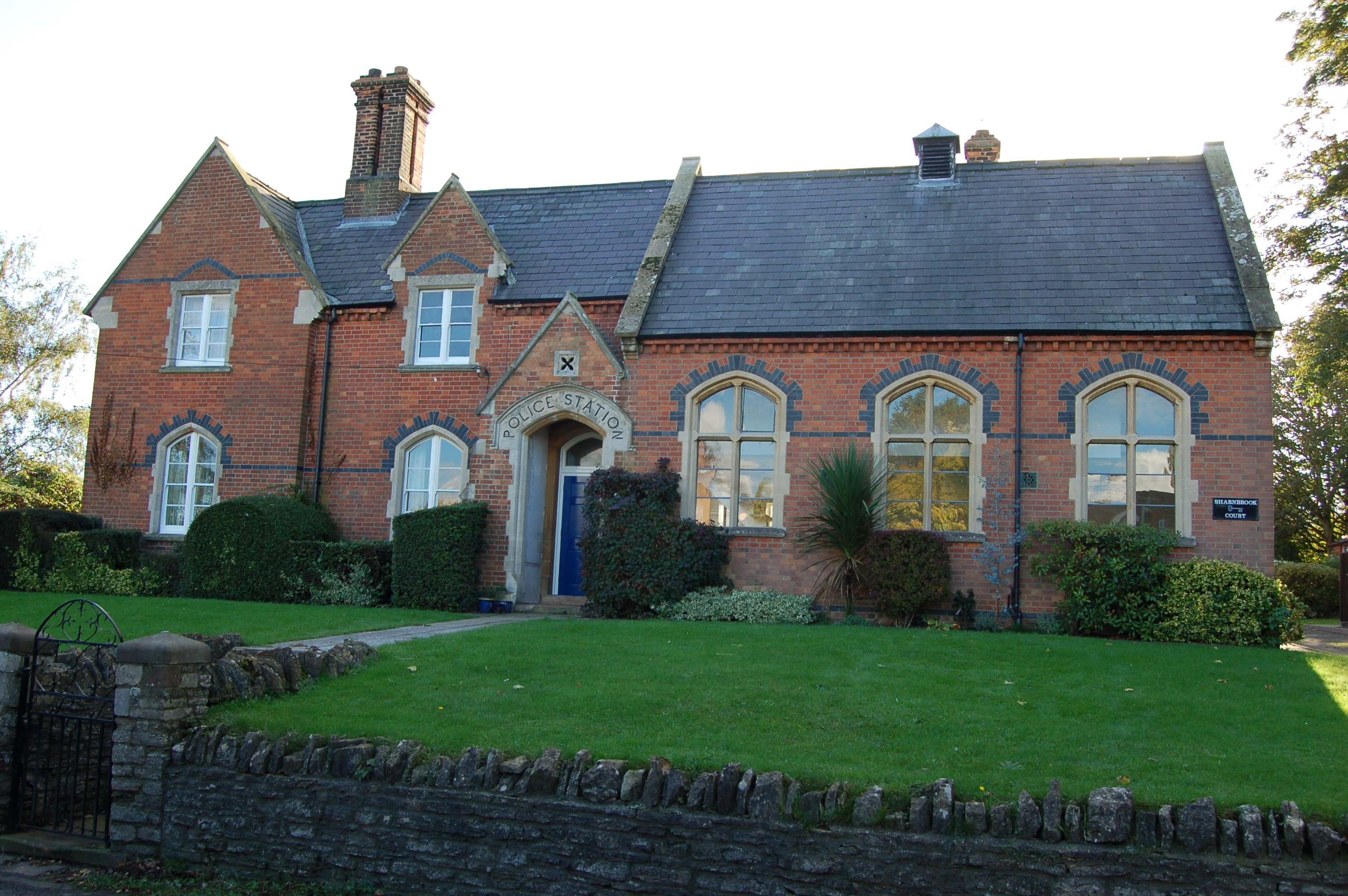
The Old Police Station